# Christoph Hahnheiser
Christoph Hahnheiser (* 14. Oktober 1962 in Sindelfingen) ist ein deutscher Filmproduzent, der mit Josune Hahnheiser in Berlin die Produktionsfirma Black Forest Films GmbH betreibt.

## Leben
Christoph Hahnheiser war 1992 Mitbegründer der Kölner Produktionsfirma Schlemmer Film GmbH. Weitere Gesellschafter waren die holländischen Produzenten Kees Kasander und Denis Wigman. Christoph Hahnheiser leitete diese Firma bis 2004. Eine Auswahl seiner frühen Filmproduktionen waren Das Baby von Macon von Peter Greenaway und Act in Question von Alejandro Agresti. In den folgenden Jahren zeichnete sich das Schaffen von Christoph Hahnheiser vor allem durch preisgekrönte internationale Produktionen wie Poussieres d’Amour von Werner Schroeter und Der fliegende Holländer von Jos Stelling aus. 
Im Jahre 2002 gründete Christoph Hahnheiser in Berlin die Black Forest Films GmbH, die er seitdem als Geschäftsführer und Produzent leitet und mit der er in den letzten zehn Jahren zwölf Spielfilme produzierte. In seiner Eigenschaft als Produzent gehört Hahnheiser zu den wichtigen Personen der deutschen Filmindustrie.
Christoph Hahnheiser ist mit der Filmproduzentin Josune Hahnheiser verheiratet. Josune Hahnheiser ist seit 2010 Gesellschafterin der Black Forest Films GmbH.

## Filmografie (Auswahl)
- 1993: Baby of Macon – Regie: Peter Greenaway
- 1993: Act in Question – Regie: Alejandro Agresti
- 1995: Der fliegende Holländer – Regie: Jos Stelling
- 1996: Poussieres d’Amour – Regie: Werner Schroeter
- 1996: Tykho Moon – Regie: Enki Bilal
- 1997: Artemisia – Regie: Anges Merlet
- 1998: Der Schuh – Regie: Laila Palalnina
- 1999: Love and Rage – Regie: Cathal Black
- 2001: Hijack Stories – Regie: Oliver Schmitz
- 2002: Semana Santa – Regie: Pepe Danquardt
- 2005: Backstage – Regie: Emmanuelle Bercot
- 2005: En la Cama – Regie: Mattias Bize
- 2005: Sky Fighter – Regie: Gérard Pirés
- 2007: Les Murs Porteurs – Regie: Cyril Gelblat
- 2007: The Man from London – Regie: Béla Tarr
- 2008: Liverpool – Regie: Lisandro Alonso
- 2008: The possibility of an Island – Regie: Michel Houellebecq
- 2009: Persecution – Regie: Patrice Chéreau
- 2012: Russendisko – Regie: Oliver Ziegenbalg

## Auszeichnungen
- 1993 Baby of Macon nominiert für die Goldene Palme in Cannes.
- 1995 Poussieres d´Amour ausgezeichnet mit einem Goldenen Leoparden in Locarno.
- 1995 Der fliegende Holländer nominiert für einen Goldenen Löwen in Venedig.
- 1999 Artemisia nominiert für einen Golden Globe in der Kategorie Bester Ausländischer Film.
- 2005 Backstage nominiert für einen Goldnen Löwen in Venedig.
- 2007 The Man from London nominiert für eine Goldene Palme in Cannes.
- 2009 Persecution nominiert für einen Goldenen Löwen in Venedig.